# Odom Inlet
Das Odom Inlet (spanisch Ensenada Odom) ist eine vereiste Bucht an der Black-Küste des Palmerlands auf der Antarktischen Halbinsel. Sie liegt zwischen Kap Howard und Kap MacDonald.
Teilnehmer der United States Antarctic Service Expedition (1939–1941) entdeckten die Bucht bei Erkundungen über Land und aus der Luft. Namensgeber ist Howard Talmadge Odom (1912–1986), Funker der East Base auf der Stonington-Insel bei dieser Forschungsreise.